# Centrale thermique de Lethabo
La centrale thermique de Lethabo est une centrale thermique d'Afrique du Sud située dans la province de l'État-Libre. Elle est pleinement opérationnelle depuis 1990.